# کلانکولوس
کلانکولوس (نام علمی: Clanculus) نام یک سرده از تیره حلزون‌های نوک‌دار است.